# Uddel
Uddel – wieś w środkowej Holandii, w prowincji Geldria, w gminie Apeldoorn. 

## Historia
Pierwsza wzmianka o miejscowości pochodzi z 792 roku, wspomniana była jako Uttiloch. Do XIX wieku była niewielką osadą rolniczą, kiedy to udoskonalenie techniki nawożenia ziemi pozwoliło na wykorzystanie wilgotnych wrzosowisk i torfowisk do celów rolniczych. Umożliwiło to znaczne powiększenie obszaru pól uprawnych, dzięki czemu wieś rozpoczęła się stopniowo rozbudowywać. W latach 1800 liczyła 79 mieszkańców, zaś w 1900 – ponad 700. Przez nagły wyż demograficzny w 1847 roku wzniesiono m.in. budynek szkoły, a w połowie XX wieku – dwa kościoły.

## Obiekty budowlane
- Kościół reformowany z 1954 roku,
- kościół Kongregacji Reformowanych z 1956 roku,
- leśniczówka Hooge Duvel.

## Populacja
Źródło: